# دونالد (مغني أرجنتيني)
دونالد كليفتون مكلوسكي (بالإسبانية: Donald)‏ (مواليد مدينة بوينس آيرس؛ 9 يوليو 1946) المعروف باسم دونالد ، مغني بوب وممثل، محام وكاتب أرجنتيني، الذي حقق شهرة في الستينيات والسبعينيات. اشتهر بأغاني منها «ارتعاش»، «على شاطئ البحر،» «كنا دائمًا شركاء»، من بين آخرين. كما ظهر كممثل في العديد من الأفلام. منها فليم كنا دائمًا شركاء «Siempre fuimos compañeros» في عام 1973، من إخراج الممثل فرناندو سيرو، مع روسانا فالاسكا، هوجو ديل كاريل، وفيسنتي روبينو، وإيرما روي، وجورجي باريرو، ومارسيلو مارسوتي، وإيلينا كروز.

## نشأته
دونالد كليفتون مكلوسكي ولد في بوينس آيرس، الأرجنتين، يوليو 1947. يأتي دونالد من عائلة لها تاريخ موسيقي في الأرجنتين. كان والده دون دين، موسيقي جاز أمريكي مشهور وصل إلى الأرجنتين في عام 1932، وقرر البقاء والاستقرار في الأرجنتين. هو الابن الأصغر للأسطورة دون دين مكلوسكي وشقيق الشخصيات البارزة مثل أليكس وبودي وكما حققت باتريشيا دين، الشقيقة الصغرى لعائلة ماكلوسكي، نجاحًا كبيرًا من خلال الغناء باللغة الإسبانية.

## روابط خارجية
- دونالد على موقع IMDb (الإنجليزية)
- دونالد على موقع ميوزك برينز (الإنجليزية)
- دونالد على موقع ميوزك برينز (الإنجليزية)
- دونالد على موقع أول ميوزيك (الإنجليزية)
- دونالد على موقع ديسكوغز (الإنجليزية)
- دونالد على موقع ديسكوغز (الإنجليزية)
- دونالد على موقع قاعدة بيانات الفيلم (الإنجليزية)